# Sophie Malbranque
Pour les articles homonymes, voir Malbranque.
Sophie Malbranque (née le 24 décembre 1959 à Arras) est une athlète française, spécialiste du 400 mètres.

## Biographie
Elle remporte trois titres de championne de France du 400 mètres, deux en plein air en 1980 et 1981, et un en salle en 1981. 
Elle participe aux Jeux olympiques de 1980, à Moscou, où elle est éliminée dès les séries du 400 m.
Lors de l'Universiade de Bucarest en juillet 1981, elle glane la médaille de bronze de sa spécialité dans le temps de 52 s. 52 [1].

### Palmarès
- Championnats de France d'athlétisme :
  - 2 fois vainqueur du 400 m en 1980 et 1981
- Championnats de France d'athlétisme en salle :
  - vainqueur du 400 m en 1981

### Records
| Épreuve | Performance | Lieu | Date |
| ------- | ----------- | ---- | ---- |
| 400 m   | 51s 81      |      | 1980 |